# 尾張瀨戶車站
尾張瀨戶車站（日语：／ Owari-seto eki */?）是位於愛知縣瀨戶市山脇町，為名鐵瀨戶線的車站。本站為瀨戶線之瀨戶端之總站。2001年入選中部車站百選（第三回）。當地的居民稱呼此站時，通常去掉「尾張」，而單只稱作瀨戶車站。

## 車站結構
本站為為1面2線島式月台之地面車站。

### 月台配置
| 月台 | 路線   | 目的地           |
| ---- | ------ | ---------------- |
| 1、2 | 瀨戶線 | 大曾根、榮町方向 |

車站站體位於鐵路終端之東側。

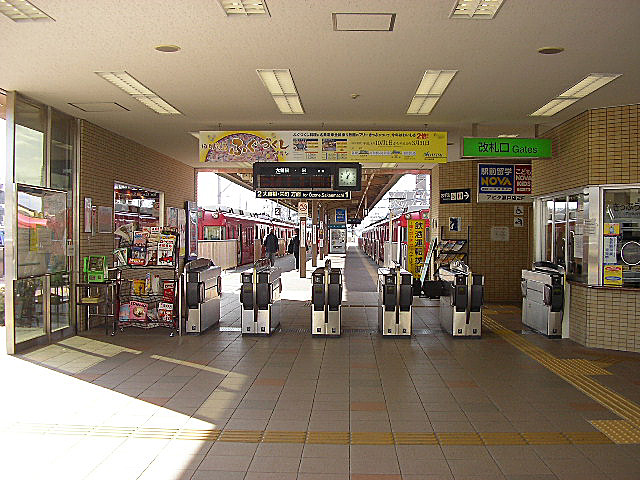
驗票口(2006年12月)
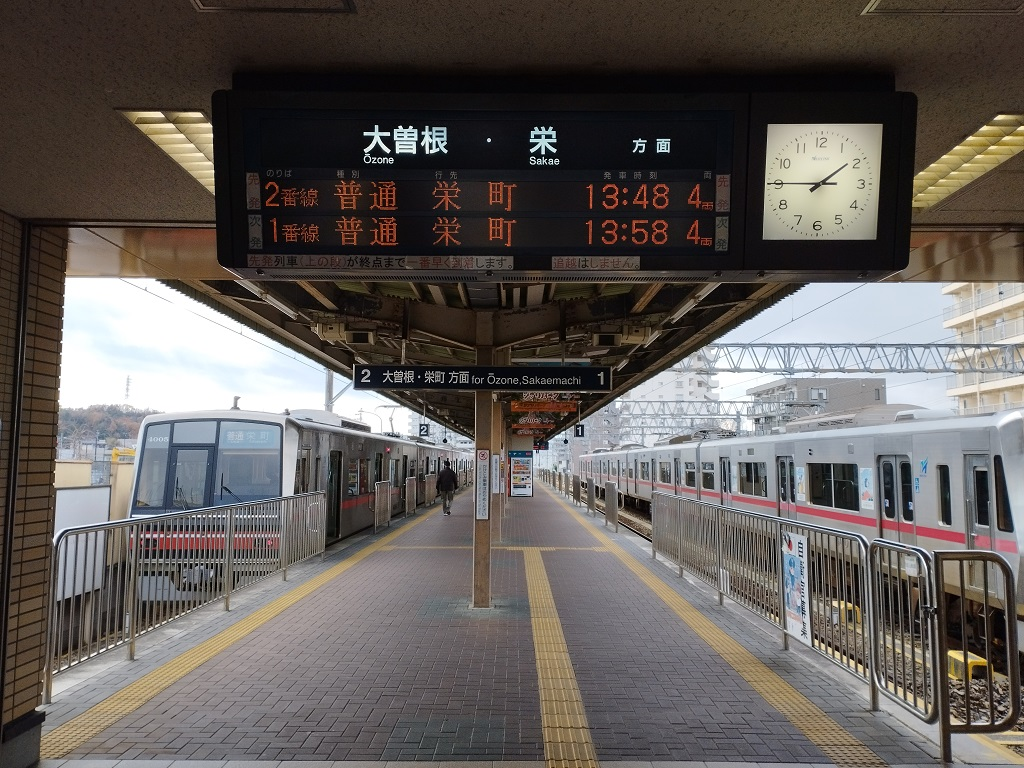
月台(2022年12月)

### 配線圖
|                 | 尾張瀨戶站 構內配線略圖 | → 大曾根、 榮町方向 |
| 图例 参考文献： |                         |                     |

## 相鄰車站
名古屋鐵道
 瀨戶線
■急行（至尾張旭站為止各站停車）、■準急（至小幡站為止各站停車）、■普通
瀨戶市役所前（ST19）－尾張瀨戶（ST20）

## 外部連結
- 尾張瀨戶 - 名古屋鐵道